# Агрометеорология
Агрометеорологията изучава метеорологичните, климатичните, хидрологичните и почвените условия в тяхното взаимодействие с обектите и процесите на селскостопанското производство. Т.е., тази наука се намира във взаимодействие с редица други науки – географията, метеорологията, климатологията, агрономическите и животновъдните науки, биологията, почвознанието, физиологията на растенията и животните, математиката и статистиката и др.

## Основни познания
Изучаването на науката Агрометеорология предполага получаването на информация по следните основни теми:
- Климат, в т.ч.
  - Климатични пояси
  - Климатични области в България
- Методи за агрометеорологични проучвания
- Метеорологични станции
- Основни метеорологични фактори, в т.ч.
  - Слънчева радиация
  - Температура на почвата
  - Температура на въздуха
  - Валежи, вкл. Облаци
  - Влажност на въздуха
  - Вятър
- Микроклиматът като фактор за земеделското производство;
- Значението на метеорологичните условия за останалите екологични за земеделието фактори, каквито са:
  - Почвата
  - Биотичните фактори: плевели, болести по растенията, неприятели по растенията
- Контрол върху метеорологичните фактори в земеделието
- Сезонни явления при земеделските култури
- Неблагоприятни за земеделието метеорологични условия
- Агроклиматични оценки, в т.ч.
  - Агроклиматична оценка на топлообезпечеността
  - Агроклиматична оценка на влагообезпечеността
- Агроклиматично райониране на земеделските култури въз основа на:
  - Агроклиматични изисквания на земеделските култури
  - Климатични коефициенти при бонитация

## Задачи на агрометеорологията
Най-важните задачи на агрометеорологията са:
1. Изучаване и описание на закономерностите при формиране на метеорологичните и климатичните условия за аграрното производство в пространството и времето;
2. Разработка на методи за количествена оценка на влиянието на метеорологичните фактори върху състоянието на почвата, развитието, растежа и продуктивността на културите, развитието и разпространението на болестите и неприятелите;
3. Разработка на методи за агрометеорологични прогнози;
4. Агроклиматично райониране на нови култури, сортове и хибриди; обосновка на рационалното използване на климата за повичаване на добивите от културите;
5. Агроклиматична обосновка на технологиите на производство, в т.ч. по време и място на всички аграрни практики;
6. Разработка на методи и опрогнози за растителна защита;
7. Отчитане на екологичните въздействия на аграрното производство и методи за опазване на околната среда и др.
8. Агрометеорологично обслужване – обслужване на селскостопанско производство с метеорологични, хидрологични и агрометеорологични данни, информация и прогнози.

## Агрометеорологична информация
Агрометеорологични наблюдения се извършват в районите на метеорологични станции, представителни за разпространените в България почвени разновидности, като се отчитат и географско разположение, релефни особености, както и разпространените полски, зеленчукови и фуражни култури, а също и трайните горски и земеделски насаждения. Борави се с методи на други науки, както и със собствени методи.
Агрометеорологичната информация съдържа данни за:
- средните декадни и месечни температури на въздуха (обработена от наблюдения в метеорологичните станции);
- средните декадни и месечни стойности за влажността на въздуха (от метеорологични данни);
- декадни и месечни суми на валежите (от метеорологични данни);
- характеристики на снежната покривка;
- съдържание на влага в почвата – за две дати в месеца и в различни посеви;
- радиационна, минимална и среднодневна температура на почвата;
- агрометеорологичен анализ на зимния и вегетационния сезони;
- баланс на атмосферното овлажняване;
- фенологични данни за земеделските култури;
- анализ на презимуването на зимните култури;
- анализ на състоянието на земеделските култури през вегетационните месеци;
- анализ на условията за провеждане на агротехнически мероприятия.

Хидрометеорологичната информация се ползва на три нива:
- За предприемане на оперативни стопански решения;
- За разработка на планови решения в средносрочен аспект;
- За избор на дългосрочни програми за развитие на земеделието.

## Методи за агрометеорологични проучвания
Агрометеорологията използва редица методи на науките, с които тя се намира във взаимодействие. Нейните специфични методи са следните:
1. Метод на паралелните наблюдения за състоянието, растежа и развитието на земеделските култури. Тези наблюдения се извършват в географска мрежа а също и в лабораторни условия. Съпоставянето на данните от различни райони помежду си дава информация за изискванията на културите при различно съчетание на абиотичните фактори на средата. Същият метод понякога се използва и при сравнителни проучвания с идентичен посевен материал в няколко климатични зони, няколко страни, различни континенти и т.н. от различните световни центрове по групи култури (напр. ICARDA – световен център по изследвания на зърнено-бобови култури, намиращ се в Сирия залага чрез свои съртудници опити с различни сор-тове леща по единна методика и с набиране на агрометеорологична информация в целия свят).
2. Метод на сроковете на сеитба. Съгласно този метод в малко на брой пунктове се залагат опити със срок на сеитба от началото до края на сезона през равен брой дни (напр.през 10 – 15 дни), при което растежа и развитието на културите става в типични и нетипични агрометеорологични условия. Набраната информация за растежа и развитието позволява да се предвиждат влиянията на различни по климат географски райони върху земеделските култури.
3. Метод на контролирания режим на метеорологичните фактори. За прилагането на този метод са необходими стационарни и подвижни камери, в които се контролират нивата на температурата и влажността на въздуха, продължителността и интензивността на осветяването и др. Наблюденията могат да бъдат сравнявани с опити извършвани на открито.
4. Метод на дистанционните наблюдения. За прилагането му се използва различна летателна техника, вкл. космически спътници. Резултатите са представителни за по-големи участъци от планетата.
5. Метод на математическата статистика. Този метод се използва най-широко в агрометеорологията за обобщаване на резултатите от изследванията, установяване на връзките между факторите, биологичните обекти, почвата и технологичните практики.
6. Метод на прогнозата. През последните години намира широко приложение както краткосрочната, така и дългосрочната прогноза. В раз-витите в това отношение страни (САЩ, Израел, Швеция, Русия) се разроботват и прилагат в производството модели на системата „посев-време“.

Използваните в агрометеорологични методи се базират на откритите няколко основни закона на природата, а именно:
1. Закона за равнозначността (незаменимостта) на основните фактори на живота – светлината, топлината, влагата, въздуха и хранителния субстрат;
2. Закон за неравнозначността на факторите на средата на обитаване. По своето влияние върху растенията факторите на средата се делят на основни и второстепенни. Към вторите спадат вятъра, облачността, ориентацията на склоновете (за горите) и др.;
3. Закон за лимитиращия фактор (минимума). Състоянието на растенията, тяхната окончателна продуктивност се определят от фактора, който се намира в минимум за определен район. В различните географски райони това може да бъде топлината (субполярен климатичен пояс), светлината (също там), влагата (пустинните райони и другаде) и т.н.;
4. Закон за оптимума (за съвкупното действие на факторите). Максимална реализация на продуктивния потенциал се реализира при оптимално количествено съчетание на основните и второстепенните фактори по време на критичните периоди от живота на растенията;
5. Закон за критичните периоди. На базата на този закон се установяват количествените изисквания на растенията към различните фактори на средата в различните фази от тяхното развитие.